# Scheitholt

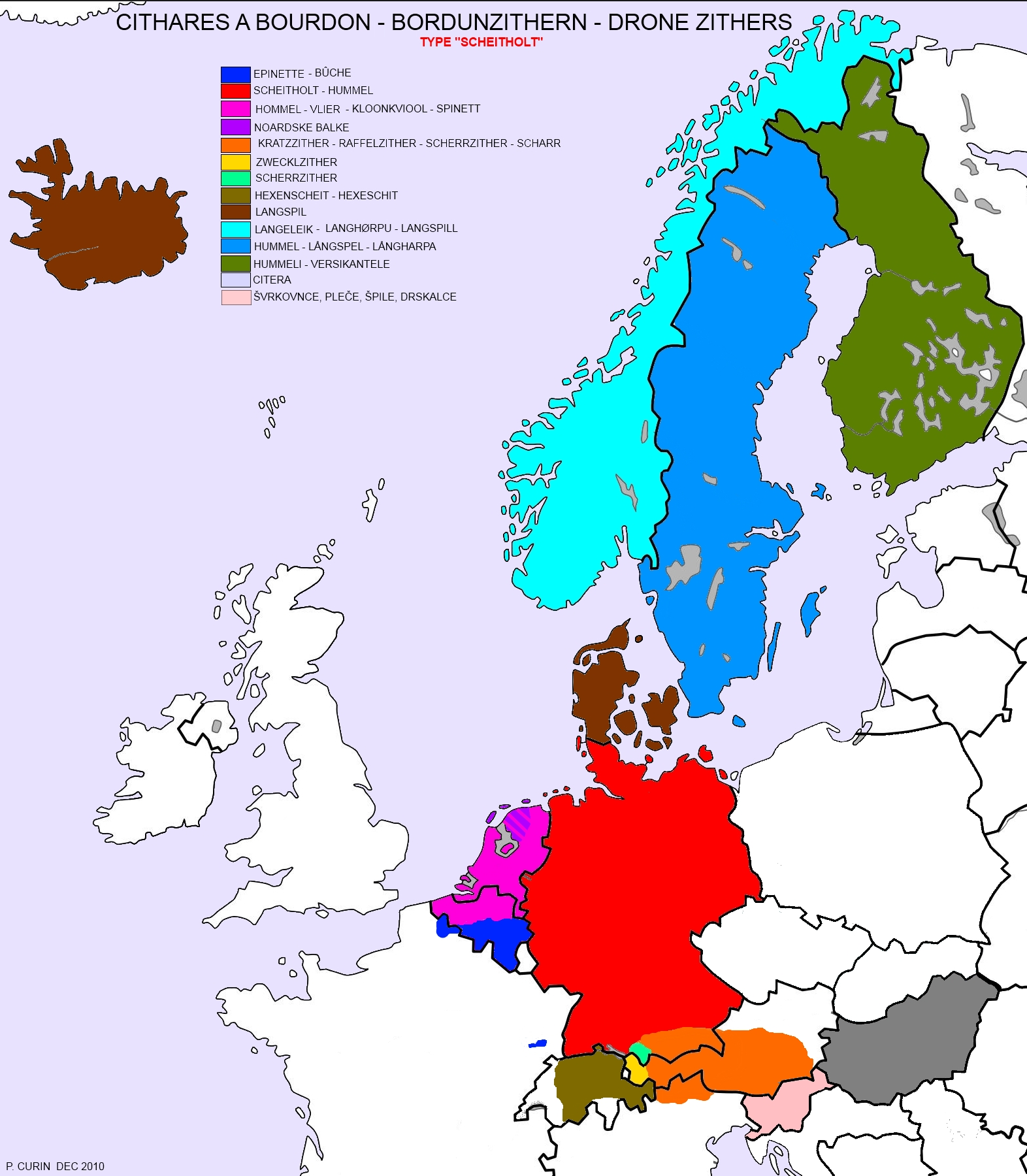
Répartition des cithares à bourdon de type "Scheitholt".

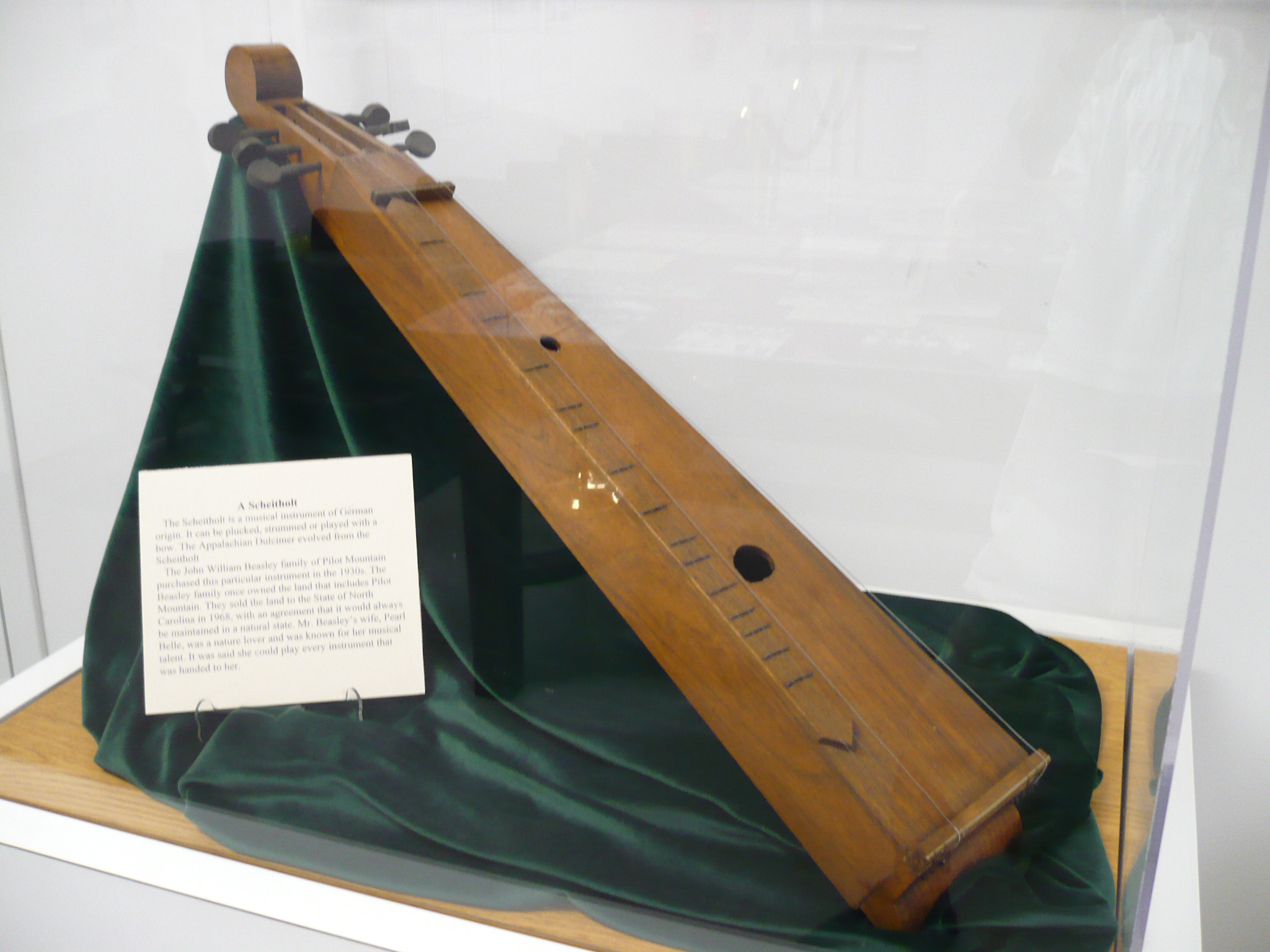
Scheitholt à 6 cordes, des années 1930, conservé en Caroline du Nord.

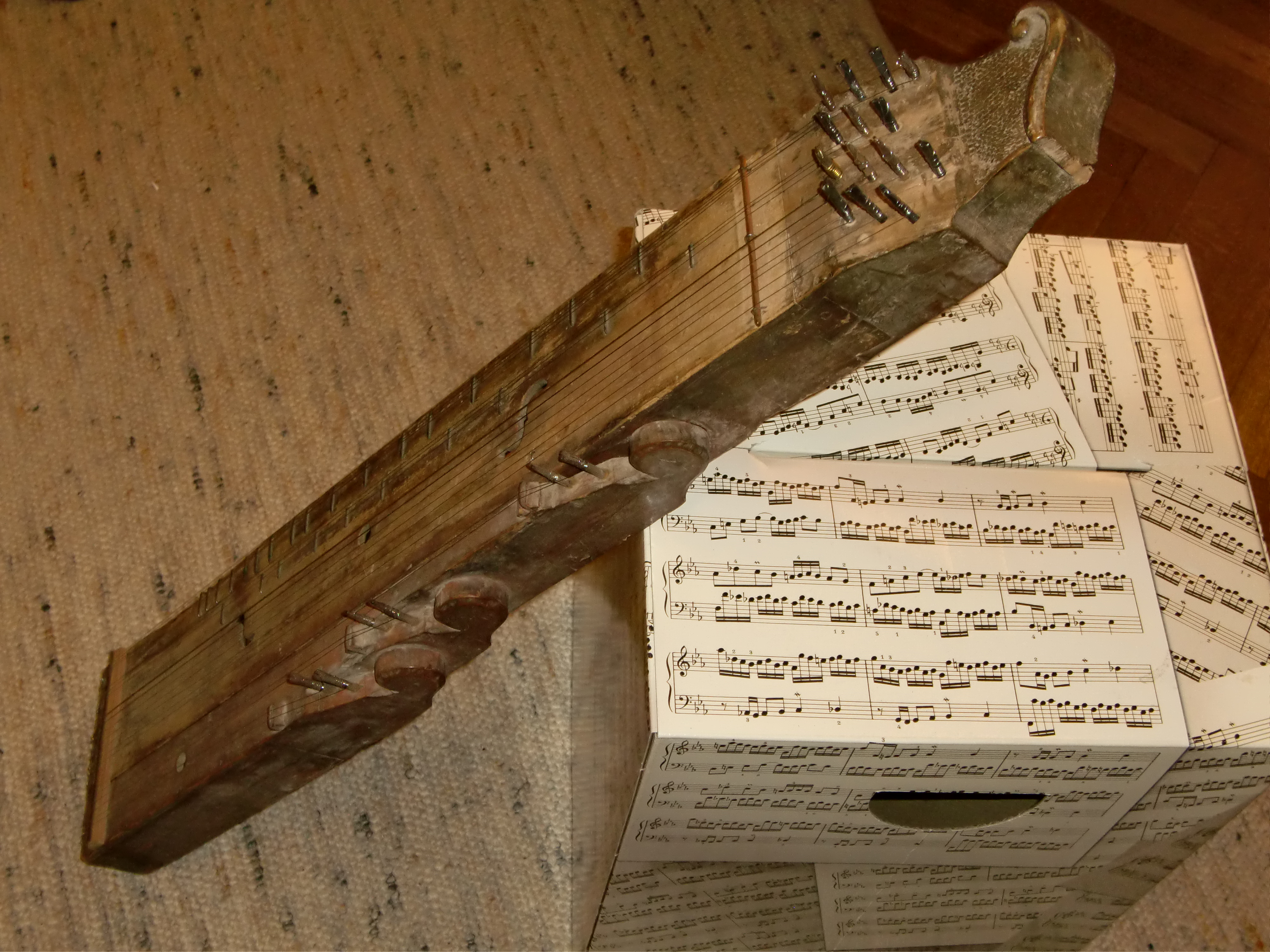
Scheitholt ancien, peut-être du XVIIIe siècle.

Le Scheitholt ou Scheitholz (« pièce de bois » en allemand) est un instrument de musique à cordes pincées anciennement répandu en Allemagne à partir du XIVe siècle.  
C'est une ancienne cithare alpine proche du monocorde, dont l'épinette des Vosges est la variante française (bien que localisée dans un périmètre restreint des Hautes-Vosges) et l'Hexenscheit ou Hexaschit (bûche de sorcière en allemand), la variante suisse jouée encore dans le canton de Berne. 
Le Scheitholt s'appelle également la "Hummel" dans le Nord de l'Allemagne, en Suède et se retrouve sous les variantes phonétiques "hummeli" en Finlande et "hommel" dans les pays néerlandophones.

## Lutherie
La caisse de résonance de 50 à 90 cm de long a une forme longitudinale, relativement plate. La table d'harmonie est percée en son centre d'une grosse ouïe, un chevalet étant fixé juste à côté. 
Elle est montée de deux cordes de jeu et de deux ou trois cordes de bourdon, des frettes étant présentes sous les cordes. Des chevilles en métal ou en bois assurent fixation et accord.

## Technique et répertoire
Pour en jouer, on pose le scheitholt horizontalement, sur une table ou sur les genoux, par exemple, et on pince les cordes avec un onglet ou un plectre métallique ou en plastique. 
Le répertoire habituel couvre la musique traditionnelle ou folklorique des pays alpins ainsi que des pièces musicales religieuses.

## Sources et liens externes
- (de) Martin Kesselring, Saiteninstrumente selbst gebaut 2, vom Scheitholt zur Guitarre, Zytglogge Werkbuch, 1990.
- (de) Site consacré à l'instrument
- (de) Article de Andreas Michel consacré au Scheitholt